# هریسون (نیوجرسی)
هریسون (به انگلیسی: Harrison) شهری در ایالت نیوجرسی کشور ایالات متحده آمریکا است که جمعیت آن در سرشماری سال ۲۰۱۰ میلادی، ۱۳٬۶۲۰ نفر بوده‌است.